# 캐서린 켈너
캐서린 켈너(Catherine Kellner, 1970년 10월 2일 ~ )는 미국의 배우, 텔레비전 배우, 모델, 영화배우이다.
맨해튼에서 태어났다.

## 영화
- 골프 인 더 킹덤 (2010년) - 마샤 맥키 역
- 턴 더 리버 (2007년)
- 저스티스 (2003년)
- 진주만 (2001년) - 간호사 바바라 역
- 샤프트 (2000년)
- 비포 뉴 이어 (1999년)
- 레스토랑 (1998년)
- 로즈우드 (1997년)
- 살인 그리고 살인 (1996년) - 어린 밀드레드 역
- 불의 수확 (1996년)
- 나쁜 친구 (1996년)
- 키킹 앤 스크리밍 (1995년)
- 5번가의 폴 포이티어 (1993년)